# Magnus Cato
Jan Magnus Cato (* 30. Juni 1967 in Göteborg) ist ein ehemaliger schwedischer Handballspieler.
Der 1,87 m große Magnus Cato spielte auf der Position Linksaußen für Redbergslids IK in der schwedischen Elitserien. Mit dem Göteborger Verein wurde er 1989 und 1993 schwedischer Meister. Im Jahr 1988 debütierte er in der Schwedischen Nationalmannschaft, mit der er 1990 Weltmeister wurde. Bei den Olympischen Spielen 1992 unterlag er im Endspiel dem Vereinten Team. Bei der Weltmeisterschaft 1993 gewann er noch einmal Bronze. Nach 78 Länderspielen, in denen er 93 Tore erzielte, beendete er seine sportliche Karriere 1993 mit nur 25 Jahren.
Magnus Cato hat drei Kinder und arbeitet als Ingenieur.